# 신계용
신계용(申桂容, 1963년 8월 18일~)은 대한민국의 교육자, 정치인으로, 제12·14대 과천시장(민선 6·8기)이다.
2014년 과천시장 선거에서 당선, 민선 6기 과천시장을 지냈다. 2018년 선거에서는 낙선하였고, 2022년 선거에 출마해 재선되었다.

## 주요 경력
- 1987년: 민주정의당 사무처
- 1996년: 신한국당 사무처
- 1998년: 한나라당 사무처
- 2000년: 국회 정책연구위원회 위원
- 2004년~2006년 1월: 한나라당 중앙당 여성국장
- 2006년 7월~2010년 6월: 제7대 경기도의회 의원
- 경기도의회 보건복지가족여성위원회 의원, 간사
- 2008년: 경기도의회 여성특별위원회 부위원장
- 2010년 9월~2011년 12월: 청와대 여성가족비서관실 행정관
- 새누리당
- 새누리당 중앙당 여성국장
- 박근혜 대통령선거 대외협력 특보
- 새누리당 중앙당 여성위원회 부위원장
- 한국영상자료원 감사(비상임)
- 2014.07.01~2018.06.30: 민선 6기 경기도 과천시장(새누리당)
- 자유한국당
- 서울대학교 총동창회 부회장
- 서울대학교 총동창회 관악회 이사
- 2020.05: 미래통합당 경기도당 의왕시·과천시 당협위원장
- 2020.06~2020.08: 미래통합당 총선백서 제작 특별위원회 위원
- 2020.09~2022.06: 국민의힘 경기도당 의왕시·과천시 당협위원장
- 2021.12~2022.01: 국민의힘 경기도 살리는 선거대책위원회 선거대책위원장단 공동선거대책위원장
- 2022.07~: 민선 8기 경기도 과천시장(국민의힘)
- 2023.02~: 대한민국 시장군수구청장협의회 복지분권 분과위원회 부위원장
- 2025.02~: 경기도시장군수협의회 후반기 대변인

## 학력
- 안양초등학교 졸업
- 근명여자중학교 졸업
- 안양여자고등학교 졸업
- 서울대학교 사회복지학과 학사
- 서울대학교 행정대학원 정책학 석사
- 가톨릭대학교 대학원 사회복지학과 박사과정 수료

## 역대 선거 결과
|  | 75.33% |

|  | 33.05% |

|  | 36.08% |

|  | 37.95% |

|  | 56.36% |